# Centro Liberal (Império)

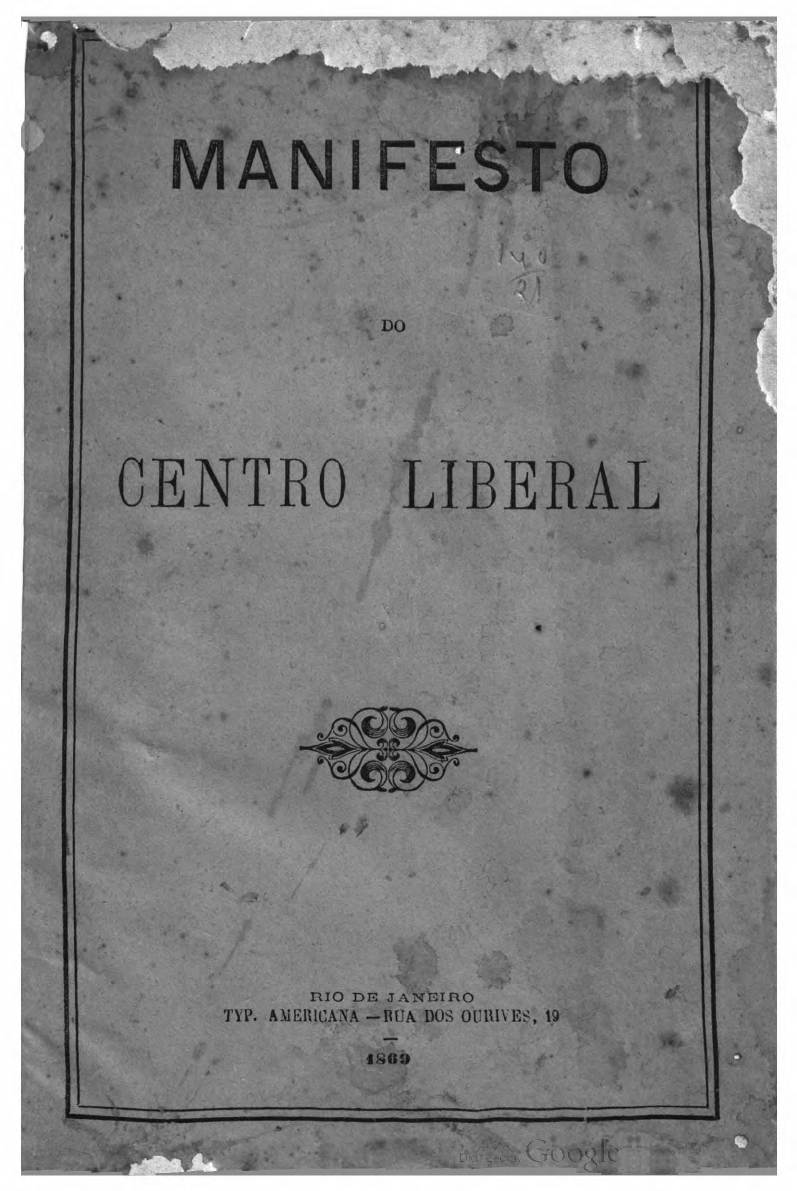
Original do Manifesto do Centro Liberal (1869).

O Centro Liberal foi um diretório partidário fundado no Império do Brasil em 1868 por membros históricos do Partido Liberal e ex-integrantes da Liga Progressista. Seu principal objetivo era reorganizar o Partido Liberal e refundá-lo sob os ideais da década de 1830, fato ocorrido em 1869.

## Contexto
No poder durante grande parte da década de 1860, a Liga Progressista, liderada por Zacarias de Góis e Vasconcelos, se viu apeada do poder após um desentendimento com Luís Alves de Lima e Silva, então Marquês de Caxias, líder do Exército brasileiro na Guerra do Paraguai. Após decisão do Poder Moderador, em 1868, o último Gabinete Zacarias acabou substituído pelo governo conservador de Joaquim José Rodrigues Torres, Visconde de Itaboraí, ainda que o antigo presidente do Conselho de Ministros possuísse maioria na Câmara dos Deputados. A chamada “inversão partidária” levou à extinção da Liga Progressista e a uma cisão no antigo Partido Liberal, agora dividido entre “históricos” (membros do antigo partido) e “radicais” (futuros republicanos).
Nesse contexto de divisão interna, dez senadores, pertencentes principalmente ao grupo “histórico”, organizaram o "Centro Liberal": José Tomás Nabuco de Araújo (PE), Bernardo de Sousa Franco (PA), Zacarias de Góis e Vasconcelos (BA), Antônio Pinto Chichorro da Gama (RJ), Francisco José Furtado (MA), José Pedro Dias de Carvalho (MG), João Lustosa da Cunha Paranaguá (PI), Antônio Marcelino Nunes Gonçalves (MA), Teófilo Ottoni (MG) e Francisco Otaviano de Almeida Rosa (RJ).

## Atividade
A agremiação ficou responsável por aglutinar os liberais em torno dos antigos ideais da década de 1830: o fim da vitaliciedade do Senado, o fim das atribuições políticas do Conselho de Estado e a descentralização administrativa. Sua principal atividade foi no sentido de fornecer diretrizes aos diretórios provinciais do partido, recomendando, principalmente, a abstenção nas eleições seguintes, visto que os conservadores tinham a "máquina estatal" em suas mãos de forma ilegal, segundo os dirigentes liberais.

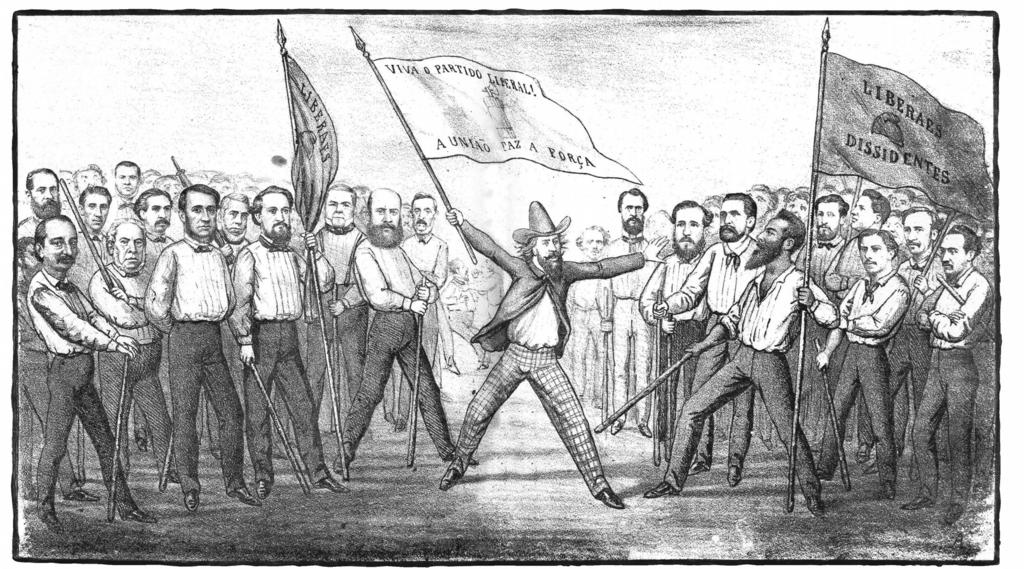
Charge ilustrando as divisões dentro do Partido Liberal no final da década de 1860.

Em seu manifesto, publicado em 31 de março de 1869 e redigido por Nabuco de Araújo, o Centro Liberal justificava sua opção pela abstenção eleitoral, utilizando-se de exemplos históricos de outros partidos liberais, como o britânico, o belga e o espanhol. O manifesto também trazia propostas históricas dos liberais, como a autonomia provincial, além de novas demandas, como a reforma eleitoral e a abolição gradual da escravidão. Segundo o documento:
Nos países, onde o sistema representativo é verdade, e se dá a contingência muito natural da vitória de oposição, [...] aí a luta é dever, a abstenção suicídio. No Brasil, porém, onde o governo pode tudo, se, além da grande influência do poder, ele emprega a violência para impedir a livre intervenção da oposição liberal, a abstenção é dever, é necessidade.
O Centro Liberal seria convertido em "Clube da Reforma", ainda em 1869, agremiação que antecederia o “novo” Partido Liberal, reunificado naquele mesmo ano.